# Челе (Кунео)
Челе (итал. Celle) је насеље у Италији у округу Кунео, региону Пијемонт.
Према процени из 2011. у насељу је живело 71 становника. Насеље се налази на надморској висини од 1665 м.